# CouchSurfing

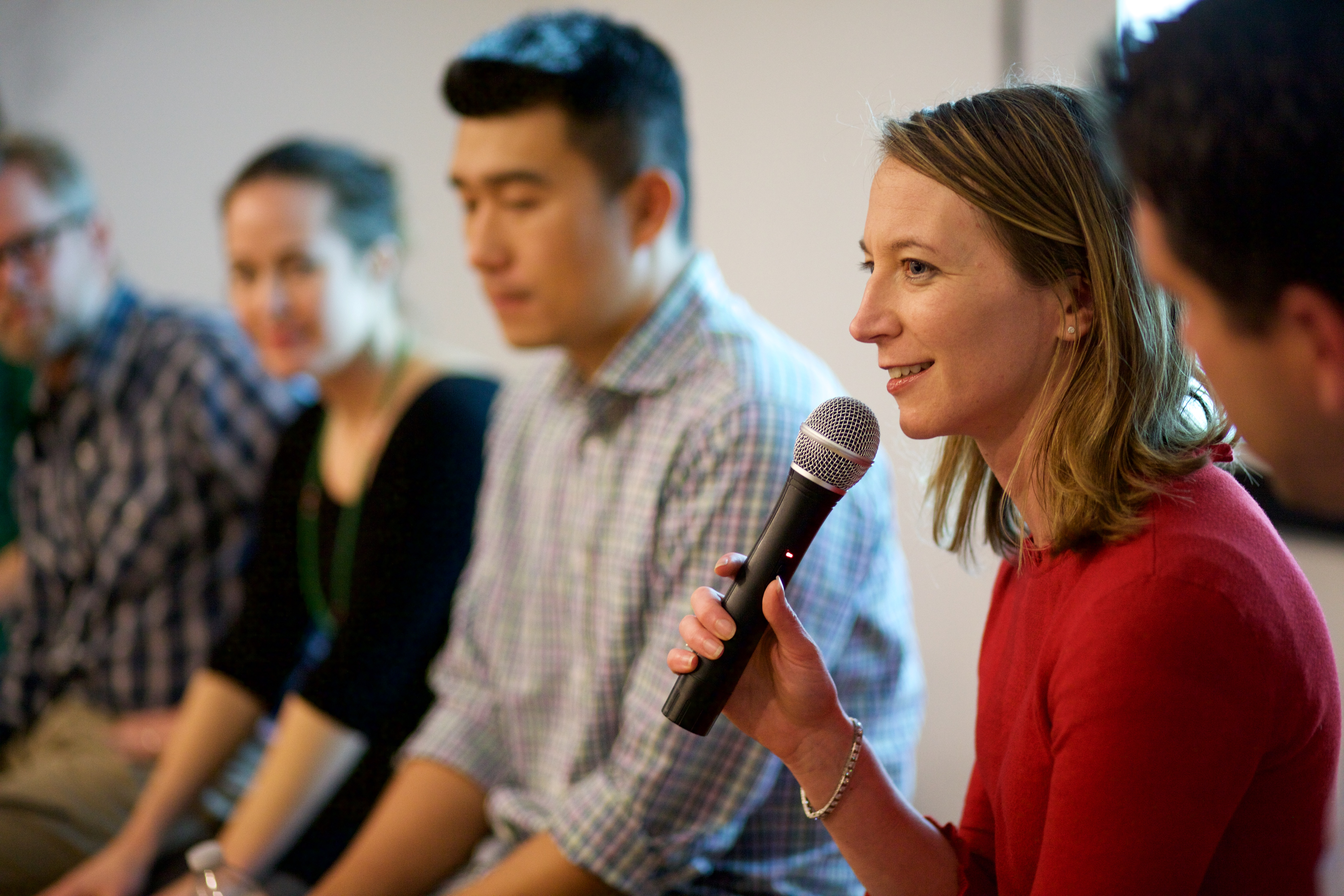
Jennifer Billock, CEO do Couchsurfing

O Projeto CouchSurfing (CS) é um serviço de hospitalidade com base na Internet. Em 2012 atingiu a marca de 1 milhão de membros em mais 180 países e territórios. A partir de vários indicadores estima-se que muitos membros usavam o site de uma forma muito ativa, com 47% a oferecerem os seus sofás a viajantes (enquanto outros 23% dizia "talvez" e outros encontravam-se a viajar).
Os membros usam o site, desenhado e criado por Casey Fenton, para coordenar as acomodações. São disponibilizadas numerosas funcionalidades como perfis pessoais ou coletivos detalhados, usa um sistema opcional de verificação de identidade por cartão de crédito, um sistema de certificação pessoal e sistema de referências pessoais para aumentar a segurança e a confiança entre membros. Existem muito mais funcionalidades à disposição dos membros como grupos de discussão, reuniões e encontros, salas de conversa e muito mais.
Em junho de 2006 o projeto enfrentou diversos problemas de ordem informática que resultaram na perda de grande parte da base de dados. Inicialmente pensou-se que o projeto ia ser fechado, no entanto dentro de dias foi confirmado que o projeto seria reconstruido e os membros puderam aceder ao site (embora não a todas as suas funcionalidades). "CouchSurfing 2.0" foi anunciado dia 3 de Julho de 2006, planeando estar operacional dentro de 10 dias. Desde o encerramento até à sua reabertura inúmeros fóruns foram criados para tentar continuar o movimento e o projeto CouchSurfing. A partir de dia 7 de julho www.couchsurfing.com era de novo um site completamente operacional embora perdendo alguns perfis, a maior parte inativos, mensagens em grupos e mensagens pessoais. A maior parte das páginas e funcionalidades mantiveram-se (a maior diferença reside em como as "ligações de amigo" agora são geridas) e o site chama-se agora "2.0" devido a uma mudança filosófica; o slogan agora é "Participate in Creating a Better World, One Couch At A Time", i.e., "Participação na criação de um mundo melhor, um sofá de cada vez". Em Agosto foi criado o Wiki do CS onde todos estão convidados a participar e melhorar o CouchSurfing.

## Organização
Em 1999 Casey Fenton registou o domínio couchsurfing.com com o intento de criar o projecto CouchSurfing. O site foi desenhado e registado por Casey Fenton Consulting. Em 2003 a organização sem fins lucrativos CouchSurfing International, Inc. foi criada por Casey Fenton, que foi o CEO e membro da administração. Os outros três fundadores do CouchSurfing completavam o resto da administração.
CouchSurfing.org aponta para o mesmo site que oCouchSurfing.com, embora haja alguns sites que tentem usar a fama adquirida pelo CouchSurfing, por exemplo,couchsurfing.net.

## Críticas
Existem ocasionalmente membros do CouchSurfing que tentam usar o site como um sistema de "engates" (encontros), um problema que o fundador Casey Fenton reconhece: "Baseado no que tenho visto e ouvido, estas pessoas que vêm para o CS e usam-no exclusivamente como um sistema de "engates" (encontros) são definitivamente prejudiciais para a experiência geral do CS. Isto é um problema comum a muitas comunidades online grandes com perfis pessoais. O outro lado desta discussão é limitar as utilidades disponíveis aos membros poder ser uma forma de censura, elemento este que não é desejável para uma comunidade aberta e livre como é o CouchSurfing.
A equipa de embaixadores do CouchSurfing teve uma discussão num grupo privado sobre a melhor maneira de resolver estas situações sem censurar o uso do site. Esta discussão não pode ser vista por membros "normais" do CouchSurfing.
Durante a "falha temporária" descrita em baixo, o CouchSurfing foi criticado por fazer erros nas cópias de segurança (backup) e depois deixar simplesmente o projeto morrer. A decisão parece ter sido tomada por uma pessoa apenas — o fundador Casey Fenton citou, no seu comunicado inicial, razões pessoais e citou o guru Osho.

## Riscos Relacionados à Segurança
É importante tomar algumas medidas de segurança relacionadas à hospedagem. Os membros são encorajados a examinar o perfil e checar referências cuidadosamente de outros membros, se informarem sobre questões de diferenças de cultura, aspectos religiosos, além das recomendações gerais relacionadas à segurança de cada lugar. Como a confiança se torna um fator essencial no CouchSurfing, os membros são aconselhados a reportarem experiências negativas na comunidade.
Algumas dicas de segurança podem ser úteis como entrar em contato com os membros através do sistema de mensagens próprio do site antes de hospedá-los, buscar informações detalhadas e precisas acerca dos potenciais hóspedes ou anfitriões. Se em algum momento alguém se sentir inseguro, ameaçado ou em qualquer situação de perigo, contate as autoridades locais, como polícia ou serviços de emergência, e reporte o incidente ao time Trust and Safety.

## Falha Temporária do Projeto
O projeto CouchSurfing foi desligado temporariamente devido a um erro catastrófico na base de dados no dia 30 de Junho de 2006.
Um e-mail enviado por Casey Fenton para os membros do projeto relatava a ocorrência de um erro catastrófico na base de dados — dados demasiado importantes foram perdidos para que o projeto continuasse a correr na sua presente forma. ele decidiu parar o projeto por razões pessoais mas, mudou de ideias mais tarde.
No entanto, muitos membros protestaram, oferecendo assistência e doações, dentro de dias estava confirmado que o site seria reconstruido. "CouchSurfing 2.0" foi anunciado dia 3 de Julho de 2006, planeando estar operacional dentro de 10 dias. Desde o dia 7 de Julho o site estava de novo a correr. Muitos dos perfis puderam ser recuperados e o CouchSurfing afirma que muito dos que foram perdidos eram perfis de membros inativos.
Imediatamente a seguir ao comunicado de dia 30 de Junho, alguns sites foram criados para promover a tentativa de reconstruir o CouchSurfing; alguns sites pediam que os utilizadores inserissem os seus detalhes docouchsurfing.com. No entanto, esses sites não eram oficialmente apoiados e os membros foram alertados sobre os perigos de fornecerem os seus detalhes pessoais a outros sites. Páginas de discussões apareceram, incluindo instruções para recuperar os perfis usando a cache do Google, embora no fim não fosse necessário.
Hospitality Club (HC), o maior site de troca de alojamento com quem o CouchSurfing partilha muitos membros, criou uma categoria no seu fórum chamada "CS Refugees" (Refugiados do CouchSurfing) e um grupo chamado "CS Legacy" (Legado do CouchSurfing) para ajudar os membros do CouchSurfing que estariam perdidos na estrada a encontrar os seus anfitriões, convidados ou amigos. O couchsurfing.info foi configurado para apontar para o grupo CS Legacy no site Hospitality Club e ainda hoje (8 de janeiro de 2007) aponta para este.